# Теорема Ріба про стійкість
Теорема Ріба про стійкість стверджує, що якщо шарування корозмірності один має замкнутий шар із скінченною фундаментальною групою, то всі його шари замкнуті і мають скінченну фундаментальну групу. Доведена французьким математиком Жоржем Рібом.

## Теорема Ріба про стійкість
Теорема: Нехай {\displaystyle F} гладке (класа {\displaystyle C^{1}}) шарування корозмірності {\displaystyle k} на многовиді {\displaystyle M} і {\displaystyle L} компактний шар із скінченною групою голономії. Тоді всякий трубчастий окіл шару {\displaystyle L} містить менший окіл {\displaystyle U}, що складається з цілих шарів шарування {\displaystyle F} (т.з. насичений окіл), всі шари якого є компактними і мають кінцеву групу голономіі. Більш того, визначена ретракція {\displaystyle \pi :U\to L} такая, что для каждого слоя {\displaystyle L'\subset U}, отображение {\displaystyle \pi |_{L'}:L'\to L} є скінченнолистним накриттям и для каждой точки {\displaystyle y\in L}, прообраз {\displaystyle \pi ^{-1}(y)} гомеоморфен диску {\displaystyle D^{k}} і трансверсален шарам {\displaystyle F}. 
Зокрема, якщо шар {\displaystyle L} однозв'язний, то він має насичений окіл, шарування у якому дифеоморфно шаруванню {\displaystyle \{L\times t\}} добутку {\displaystyle L\times D^{k}}.
Теорема також може бути сформульована для некомпактного шару.

## Теорема Ріба про глобальної стабільності
У теорії шарувань вельми цікавим є питання про те, як наявність у шарування компактного шару впливає на глобальну структуру шарування. Для деяких класів шарувань ця задача має розв'язок.
Теорема: Нехай {\displaystyle F} гладке (класа {\displaystyle C^{1}}) шарування корозмірності 1 на замкнутоу многовиді {\displaystyle M}. Якщо {\displaystyle F} має компактний шар {\displaystyle L} із скінченною фундаментальною групою, то всі шари {\displaystyle F} також є компактними і мають скінченну фундаментальну групу. Якщо шарування {\displaystyle F} трансверсально орієнтовано, то кожен шар {\displaystyle F} дифеоморфен {\displaystyle L}; при цьому многовид {\displaystyle M} є тотальным пространством расслоения {\displaystyle f:M\to S^{1}} над колом {\displaystyle S^{1}} із шаром {\displaystyle L}.
Ця теорема вірна також і для многовиду з краєм, за умови, що шарування дотикаєтьсядо деяких компонент границі, а іншим трансверсально.. У цьому випадку, з неї випливає теорема Ріба про сферу.
Теорема Ріба про глобальну стабільність невірна для слоїнь коразмірності більшої за одиницю. Одначе, для деяких спеціальних класів слоїнь справедливі аналогічні результати:
- При наличии специальной трансверсальной структуры: Теорема[6]: Нехай {\displaystyle F} повне конформне шарування корозмірності {\displaystyle k\geq 3} на зв'язному многовиді {\displaystyle M}. Якщо {\displaystyle F} має компактний шар із скінченною групою голономії, то всі шари {\displaystyle F} є компактними і мають скінченну групу голономії.
- Для голоморфних шарувань на келерових многовидах: Теорема[7]: Нехай {\displaystyle F} голоморфне шарування корозмірності {\displaystyle k} на компактному комплексному келеровому многовиді. Якщо {\displaystyle F} має компактний шар із скінченною групою голономії, то всі шари {\displaystyle F} є компактними та мають скінченну групу голономії.